# Гейлі Кійоко
Гейлі Кійоко Алкрофт (англ. Hayley Kiyoko Alcroft; нар. 3 квітня 1991, Лос-Анджелес, Каліфорнія, США) — американська авторка-виконавиця, музикантка, композиторка, танцюристка, письменниця, акторка й телепродюсерка.

## Життєпис
Народилася 3 квітня 1991 року в Лос-Анджелесі, штат Каліфорнія, в сім'ї актора Джеймі Алкрофта і фігуристки Сари Кавахара. Її мати родом з Канади і має японське походження, а батько родом з Огайо і має англійське та ірландське походження.
14 серпня 2017 року в інтерв'ю для журналу Elle зробила камінг-аут як лесбійка.
З 2018 року Кійоко зустрічається з колишньою учасницею шоу «Холостяк» Беккою Тіллі. Пара спочатку тримала свої стосунки в таємниці та підтвердила їх у травні 2022 після того, як Тіллі з’явилася в кліпі Кійоко «For the Girls», натхненному шоу «Холостяк». До цього Тіллі використовувала псевдонім «95p» для позначення Кійоко.
За допомогою своєї музики Кійоко працює над нормалізацією лесбійських стосунків у суспільстві та музичній індустрії, які, на її думку, є дуже гетеронормативними: «Якщо ви бачите, як дві дівчини закохуються і нормалізують це, тоді [люди] можуть сказати: «Я теж можу закохатися. Я можу бути цією людиною. Я можу виглядати так. Я можу знайти дівчину, яка виглядає так». Якщо вони це бачать, то можуть у це повірити. Ми просто такі».

## Кар'єра
Гейлі створила гурт «Hede» і випустила п'ять пісень на Myspace, а також зняла відео на пісню «Warehouse». Гурт розпався у 2008 році. Також з 2007 року була учасницею гурту «The Stunners», поки він не розпався 2011 року.

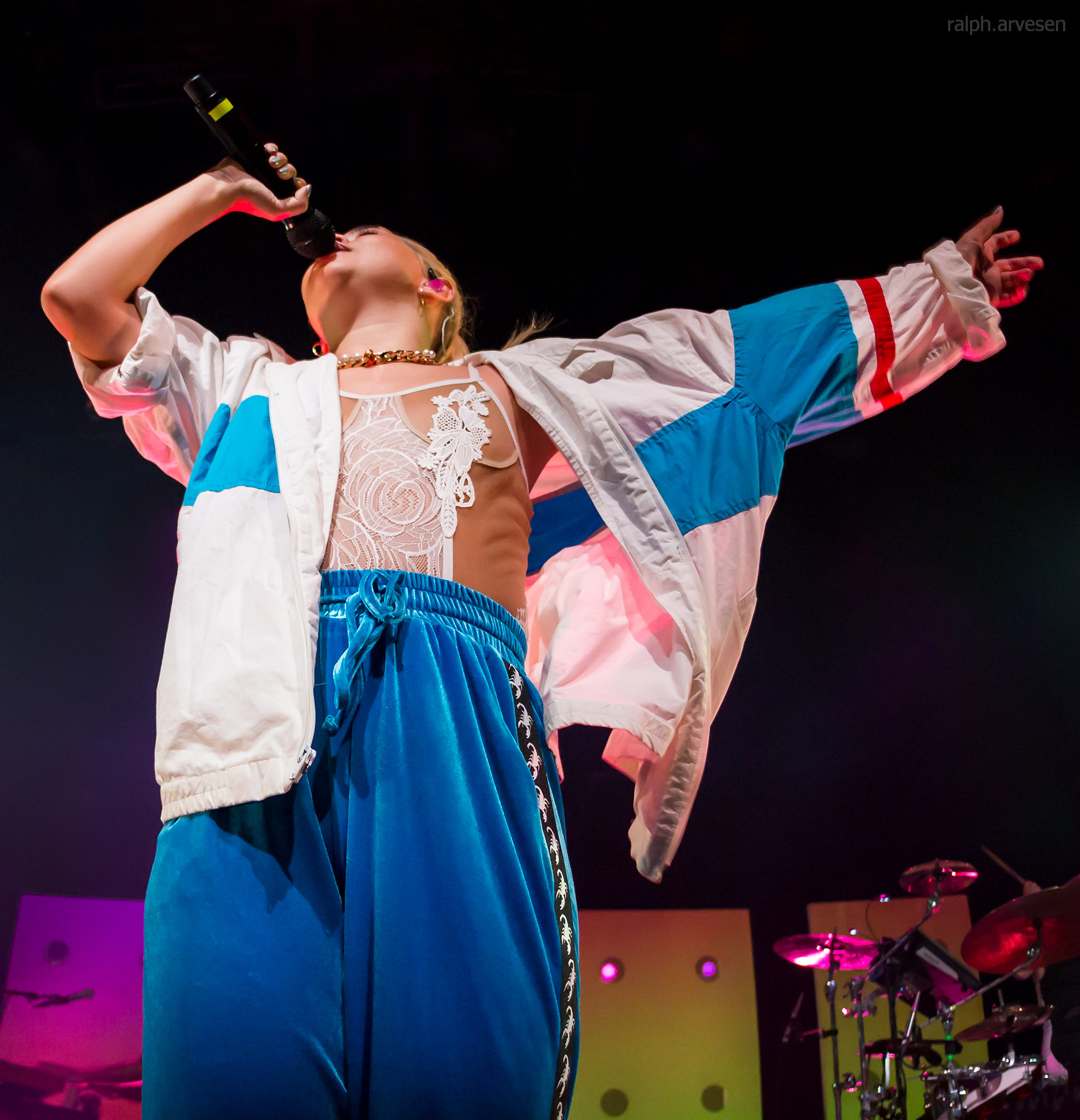
5 липня 2018 на концерті в Остіні, Техас

Відома роллю Стіві Ніколс з телесеріалу «Чарівники з Вейверлі Плейс» (2010) та Стели Ямада з фільму «Лимонадний голос » (2011). Але популярність їй принесла роль Велми Дінклі у фільмі «Скубі-Ду 3: Таємниця починається» і «Скубі-ду 4: Прокляття озерного монстра». Також грала в сіткомі «Нетака» (2007) і фільм «Блакитна лагуна» (2012), серіалах «Зік і Лютер» і «Як попало!». Крім того, Кійоко зіграла в серіалі «Щоденники вампіра» в 1 серії 5 сезону.
У 2014 році з'явилася в 5 епізодах в телесеріалі «Фостери», де зіграла роль Габі.
З 2015 по 2016 рік виконувала одну з головних ролей у телесеріалі «C. S. I.: Кіберпростір».
У 2015 році випустила кліп «Girls Like Girls».

## Фільмографія
| Рік       | Оригінальна назва                     | Роль                   |
| --------- | ------------------------------------- | ---------------------- |
| 2007      | Unfabulous                            | Rapping / Dancing Girl |
| 2009      | Scooby-Doo! The Mystery Begins        | Велма Дінклі           |
| 2010      | Чаклуни з Вейверлі                    | Стіві Ніколс           |
| 2010      | Scooby-Doo! Curse of the Lake Monster | Велма Дінклі           |
| 2011      | Лимонадний голос                      | Стелла Ямада           |
| 2011      | Zeke and Luther                       | Suzi Vandelintzer      |
| 2011      | So Random!                            | себе                   |
| 2012      | Blue Lagoon: The Awakening            | Гелен                  |
| 2012      | Adrift                                | Джесс                  |
| 2013      | Щоденники вампіра                     | Меган                  |
| 2014      | Фостери                               | Габі                   |
| 2014      | Hello, My Name Is Frank               | Аліса                  |
| 2015—2016 | C.S.I.: Кіберпростір                  | Рейвен Рамірес         |
| 2015      | Астрал: Частина 3                     | Меггі                  |
| 2015      | Jem and the Holograms                 | Ая                     |
| 2016      | XOXO                                  | Шенні                  |
| 2017      | Becks                                 | Люсі                   |
| 2018      | Five points                           | Лексі Химітцу          |

## Дискографія

### Альбоми
- Expectations

### Міні-альбоми
- A Belle to Remember
- This Side of Paradise
- Citrine

### Сингли
- «A Belle to Remember»
- «Rich Youth»
- «This Side of Paradise»
- «Girls Like Girls»
- «Cliff's Edge»
- «Gravel to Tempo»
- «One Bad Night»
- «Palace»
- «Sleepover»
- «Feelings»
- «Curious»
- «Let It Be»